# إبراهام رايت
إبراهام رايت (بالإنجليزية: Abraham Wright)‏ هو لاعب كرة القدم الكندية أمريكي، ولد في 15 أكتوبر 1984 في تلسا في الولايات المتحدة.